# Глинський район (Сумська область)
Глинський райо́н — колишній район Роменської і Лубенської округ, Чернігівської і Сумської областей.

## Історія
Утворений 7 березня 1923 з центром у Глинську в складі Роменської округи Полтавської губернії з Глинської і Свиридівської волостей.
13 березня 1925:
- до району приєднана Гудимівська сільрада Бобриківського району.
- Степухівська і Свиридівська сільради перейшли до складу Лохвицького району.

13 червня 1930 Роменська округа ліквідована, район перейшов до Лубенської округи.
15 вересня 1930 після скасування округ підпорядковується безпосередньо Українській РСР.
3 лютого 1931 розформований з віднесенням території до Роменського району.
17 лютого 1935 утворений знову в складі Чернігівської області. До складу району увійшли Глинська, Артюхівська, Волошинівська, Голинська, Гудимська, Залатихська, Локнянська, Ново-Греблянська, Хоминецька, Чеберяцька, Ярошівська, Андріяшівська, Андріївська, Анастасіївська, Москалівська, Перекопівська, Попівщинська та Васильківська сільські ради зі складу Роменського району.
10 січня 1939 перейшов до складу новоутвореної Сумської області.
Розформований 11 березня 1959, територія включена до Роменського району.